# Държавен архив – Габрово
Държавен архив – Габрово е отдел в дирекция „Регионален държавен архив“ – Велико Търново.

## Дейност
В него се осъществява подбор, комплектуване, регистриране, обработване, съхраняване и предоставяне за използване на определените за постоянно запазване документи на областната администрация, на общините на територията на Габровска област, на териториалните структури на държавните органи и на други държавни и общински институции, организации и значими личности от местно значение, както и научно-методическото ръководство и контрол на организацията на работата с документите в деловодствата и учрежденските архиви, тяхното опазване и използване.
Към архива функционират читалня и библиотека. В научно-справочната библиотека са заведени 1632 тома специализирана литература по история, архивистика и други области на науката, речници, енциклопедии, справочници, пътеводители, каталози, документални сборници, периодични издания.

## История
Архивът е създаден през 1959 г. в резултат от административно-териториалната реформа като отдел на Окръжно управление на МВР – Габрово. Георги Цанев е първият служител, назначен на 1 октомври 1959 г. От 1961 г. е на административно подчинение на Окръжен народен съвет – Габрово, от 1988 г. е в структурата на Община Габрово. През 1992 г. преминава на пряко административно подчинение на Главно управление на архивите при Министерски съвет. От 1978 г. получава статут на дирекция, а през 2010 г. е преструктуриран в отдел. От 1992 г. архивът се помещава в сграда на ул. „Чардафон“ № 17.

## Фонд
Първите постъпления на архивни фондове са предадени от Държавен архив – Велико Търново, комплектувани преди промяната на административно-териториалното деление на страната през 1959 г. и създаването на архива в Габрово. През 1993 г. е приет фондовият масив на ОК на БКП, възлизащ на 226,17 линейни метра с 43 фонда с 14 859 архивни единици.; 1304 спомена, 1141 ЧП, 670 броя снимки, 21 албуми, 22 ролки с микрофилми; 13 фонозаписи.
Фондовата наличност на архива към 1 януари 2017 г. възлиза (заедно с фондовия масив на ОК на БКП) на 2735,15 линейни метра с 2532 архивни фонда (2345 учрежденски и 187 лични фонда, от които 31 необработени) с общ брой 338 662 архивни единици, 1323 частични постъпления и 1359 спомена.
Застрахователният фонд се състои от 762 160 кадъра с негативи на микрофилмирани документи и 815 310 кадъра позитив и 517 628 кадъра с дубъл негативи. Регистрирани са 34 особено ценни документи в Регистъра на Националния архивен фонд.

## Ръководители
През годините ръководители на архива са:
- Младен Цанев Радков (1960– 1991)
- Румяна Петрова Денчева (1991 – 1997)
- Донка Недялкова Ботева (1997 – 1999)
- Юлия Петрова Бързакова (1999 – 2000)
- Стефка Василева

## Отличия и награди
Архивът е награден с орден „Кирил и Методий“ – ІІ степен, Наградата на Община Габрово – статуетка „Златният Хирон – 2003“ и Грамота за принос в развитието на града, а за своя 50-годишен юбилей – с Почетен знак на Общината за доказан принос в съхраняването на документално богатство, свидетелство за историята на Габровска област, като част от културната и стопанска история на България.